# Сейнт-Флоріан
Сейнт-Флоріан (англ. St. Florian) — місто (англ. town) в США, в окрузі Лодердейл штату Алабама. Населення — 584 особи (2020).

## Географія
Сейнт-Флоріан розташований за координатами 34°52′1″ пн. ш. 87°37′25″ зх. д. / 34.86694° пн. ш. 87.62361° зх. д. (34.866980, -87.623535). За даними Бюро перепису населення США в 2010 році місто мало площу 9,57 км², з яких 9,52 км² — суходіл та 0,05 км² — водойми.

## Демографія
Згідно з переписом 2010 року, у місті мешкало 413 осіб у 172 домогосподарствах у складі 131 родини. Густота населення становила 43 особи/км². Було 185 помешкань (19/км²).
Расовий склад населення:
| - 97,1 % — білих - 2,4 % — чорних або афроамериканців |

До двох чи більше рас належало 0,5 %. Частка іспаномовних становила 0,2 % від усіх жителів.
За віковим діапазоном населення розподілялося таким чином: 17,2 % — особи молодші 18 років, 58,1 % — особи у віці 18—64 років, 24,7 % — особи у віці 65 років та старші. Медіана віку мешканця становила 50,3 року. На 100 осіб жіночої статі у місті припадало 103,4 чоловіків; на 100 жінок у віці від 18 років та старших — 96,6 чоловіків також старших 18 років.
Середній дохід на одне домашнє господарство становив 75 821 долар США (медіана — 62 500), а середній дохід на одну сім'ю — 81 704 долари (медіана — 69 500). Медіана доходів становила 55 250 доларів для чоловіків та 47 500 доларів для жінок. За межею бідності перебувало 5,0 % осіб, у тому числі 9,3 % дітей у віці до 18 років та 3,3 % осіб у віці 65 років та старших.
Цивільне працевлаштоване населення становило 213 особи. Основні галузі зайнятості: виробництво — 24,4 %, освіта, охорона здоров'я та соціальна допомога — 16,4 %, науковці, спеціалісти, менеджери — 14,1 %.